# Лос Анђелес лејкерси
Лос Анђелес лејкерси (енгл. Los Angeles Lakers) амерички је професионални кошаркашки клуб из Лос Анђелеса. Наступају у НБА лиги као дио Пацифичке дивизије у Западној конференцији. Утакмице на домаћем терену играју у Крипто.ком арени, коју дијеле са НБА тимом Лос Анђелес клиперсима, тимом из ВНБА — Лос Анђелес спарксима и тимом из НХЛ-а — Лос Анђелес кингсима. Једни су од најуспјешнијих тимова у историји НБА, са освојених 17 титула. Такође држе рекорд и по највећем броју учешћа у великом финалу НБА, закључно са 2022. 32 пута, а и по броју изгубљених финала, 15. Освојили су и први трофеј новоустановљеног НБА купа тријумфом на завршном турниру у Лас Вегасу децембра 2023. године.
Тим је основан 1947, након куповине угашеног тима — Детроит гемса, који су се такмичили у Националној лиги (НБЛ). Нови тим почео је да игра у Минеаполису, у Минесоти, под именом Минеаполис лејкерси. Као члан НБЛ лиге, тим је освојио титулу 1948, након чега је прешао да се такмичи у ривалској организацији — Кошаркашкој асоцијацији Америке (БАА), гдје је освојио титулу 1948. Лиге НБЛ и БАА су се спојиле 1949. у НБА, а Лејкерси су освојили титулу четири пута у првих пет година од оснивања нове лиге, предвођени Џорџом Мајканом. Током 1950-их, тим је имао финансијских проблема након што је Мајкан завршио каријеру и премјештен је у Лос Анђелес, прије почетка сезоне 1960/61.
Предвођени Елџином Бејлором и Џеријем Вестом, Лејкерси су током 1960-их играли шест пута у финалу и сваки пут су поражени од Бостона, чиме је отпочело њихово ривалство. Године 1968, у тим је дошао четвороструки добитник награде МВП, за најкориснијег играча лиге — Вилт Чејмберлен, а предвођени њиме, Лејкерси су освојили шесту титулу првака укупно и прву у Лос Анђелесу, 1972. Након што су Чејмберлен и Вест завршили каријере, тим је довео Карима Абдул Џабара, који је више пута добио награду за МВП-ија, али Лејкерси нису успјели да се пласирају у финале крајем 1970-их. Године 1979, Џери Бус је купио тим, а на драфту, изабрали су Меџика Џонсона као првог пика, чиме је почело ново златно доба тима.
Са комбинацијом Џонсона и Абдул Џабара, као и тренера — Пета Рајлија, који је дошао 1981. и Џејмса Вордија, који је дошао 1982, Лејкерси су постали доминантни током 1980-их. Тим је добио надимак „шоутајм“, због брзог преласка из одбране у напад, који је предводио Џонсон. Играли су осам финала за девет година, од чега четири против Бостона и освојили су пет титула.
Након што су се Џонсон, Абдул Џабар и Ворди повукли, Лејкерси нису успјели да се пласирају у финале лиге током 1990-их. Године 1996. у тим је стигао Коби Брајант, који је учествовао на драфту директно након завршетка средње школе, као и Шакил О’Нил, који је дошао као слободан агент, због којег су Лејкерси трејдовали Влада Дивца. У периоду од 2000. до 2002. заједно са тренером — Филом Џексоном, дуо је предводио тим до три титуле заредом, што је био други пут у историји да су освојили три титуле заредом, први пут од 1950-их, када су наступали у Минеаполису. Након пораза у финалу 2004. од Детроит пистонса, Лејкерси су трејдовали О’Нила. Године 2008, у тим је дошао Пау Гасол, након чега су Лејкерси освојили двије титуле заредом — 2009. и 2010, послије чега нису успјели да се пласирају у финале током наредне деценије, а Брајант је завршио каријеру 2016, након чега Лејкерси нису успјели да се пласирају у плеј оф четири сезоне заредом. Године 2018, у тим је дошао Леброн Џејмс, а годину дана касније и Ентони Дејвис, који су предводили тим до титуле 2020, прве након десет година.
Лејкерси држе рекорд са најдужим низом побједа, са укупно 33 побједе заредом у сезони 1971/72. Укупно је 28 играча Лејкерса ушло у кућу славних и пет тренера. Четири играча која су играла за тим проглашена су за најкориснијег играча лиге — Абдул Џабар три пута, Брајант и О’Нил по двапут и Меџик Џонсон једном. Повукли су из употребе укупно 11 бројева.

## Историја

### 1947–1958: Почеци и Минеаполис
Лејкерси су основани 1947, када су Бен Бергер и Морис Чалфен, из Минесоте, купили тим Детроит гемсе, који је угашен те године, а који се такмичио у националној кошаркашкој лиги (НБЛ), за 15,000 долара, од власника Гемса — Маурија Винстона. Спортски новинар из Минеаполиса — Сид Хартман, играо је кључну улогу у склапању договора, а касније и тима. Инспирисани надимком Минесоте, „Земља 10,000 језера“, узели су име Лејкерси. Хартман је помогао да Џон Кундла, са универзитета Сент Томас, буде први тренер тима, тако што се састао са њим и представио му идеју тима.
Током почетних сезона, за тим су наступали Џим Полард, Херм Шефер и Џорџ Мајкан, који је постао најдоминантнији играч у НБЛ-у, а од стране НБА, касније је описан као прва суперзвијезда лиге. У првој сезони, предводили су тим до првог мјеста у регуларном дијелу, са 43 побједе и 17 пораза, а затим до прве титуле у историји тима, те сезоне.
Године 1948, тим се премјестио из НБЛ у БАА, гдје је Микан биљежио просјечно 28,3 поена по утакмици, поставивши рекорд лиге. У финалу 1949, освојили су прву титулу у лиги, побиједивши Вашингтон капилотсе 4:2. Пред почетак сезоне 1949/50, НБЛ и БАА су се ујединиле у НБА, а Лејкерси су сезону завршили са 51 побједом и 17 пораза и постали су први прваци уједињене лиге, освојивши другу титулу заредом. У сезони 1950/51, Микан је, са просјеком од 28,4 поена по утакмици био најбољи стријелац лиге трећи пут заредом, а Лејкерси су завршили сезону са 44 побједе и 24 пораза, чиме су освојили другу титулу првака дивизије заредом. Једна од утакмица у регуларном дијелу, пораз 19:18 од Форт Вејн пистонса, постала је позната као утакмица са најмање поена у историји лиге. У плеј офу, побиједили су Индијанаполис олимпијансе 2:1 у серији, али су изгубили од Рочестер ројалса у финалу дивизије.
Током сезоне 1951/52, побиједили су на 40 утакмица и завршили су на другом мјесту у дивизији. У финалу 1952, играли су против Њујорк никса, које су побиједили 4:3 у серији и освојили трећу титулу. Микан је био лидер лиге у скоковима, са просјеком од 14,4 скока по утакмици и добио је награду за МВП-ија Ол-стара. Лејкерси су сезону завршили са 48 побједа и 22 пораза, након чега су побиједили Форт Вејн пистонсе и пласирали се у финале лиге, гдје су побиједили Њујорк никсе и освојили су титулу другу годину заредом. Иако је Микан био повријеђен већи дио током сезоне 1953/54, завршио је са просјеком од 18 поена по утакмици. Клајд Ловелет, који је изабран на драфту 1952, помогао је тиму да освоји Западну дивизију, након чега су освојили трећу титулу заредом и пету у шест година, побиједивши у финалу Сајракус националсе 4:3 у серији.
Након што је Микан завршио каријеру на љето 1954, Лејкерси су играли слабије, али су остварили 40 побједа. Побиједили су Рочестер ројалсе у првој рунди плеј офа, али су изгубили од Форт Вејн пистонса у полуфиналу. Иако су у наредне двије сезоне забиљежили негативни рекорд по броју пораза, успијевали су да се пласирају у плеј оф. Микан се вратио у другом дијелу сезоне 1955/56, али се мучио и поново се повукао на крају сезоне. У сезони 1956/57, Ловелет је завршио са просјеком од 20,6 поена и 13,5 скокова и предводио је тим у финале конференције. У сезони 1957/58, забиљежили су најгори резултат у историји, остваривши само 19 побједа. Микан, који је у претходне двије сезоне био генерални менаџер, постављен је на мјесто тренера, умјесто Кундле; након што је тим у првом дијелу сезоне остварио 9 побједа и 30 пораза, Микан је отпуштен, а Кундла је поново постављен на мјесто тренера.
Добили су право на првог пика на драфту 1958. и изабрали су Елџина Бејлора, који је затим добио награду за рукија године, док је, заједно са Бобом Петитом, подијелио награду за МВП-ија Ол-стара; током сезоне, остварио је просјек од 24,9 поена и 15,0 скокова по утакмици и помогао је Лејкерсима да заврше на другом мјесту у дивизији, са 33 побједе и 39 пораза. У финалу дивизије, побиједили су Сент Луис хоксе и пласирали се у прво финале лиге након 1954, али су изгубили од Бостон селтикса 4:3 у серији, чиме је почело њихово ривалство.

### 1958–1968: Прелазак у Лос Анђелес и ривалство са Бостоном
У сезони 1959/60, последњој у Минеаполису, остварили су 25 побједа и 50 пораза. На дан 18. јануара 1960, тим је путовао у Сент Луис, када су морали принудно да слете. Због снијежне олује, пилот је скренуо са курса 150 миља, када је био приморан да слети у поље кукуруза, али нико није повријеђен. Због резултата, добили су право на другог пика на драфту 1960. и изабрали су Џерија Веста, са универзитета Западна Вирџинија. Прије почетка сезоне, Лејкерси су постали први тим у лиги чије је сједиште на Западној обали, након што је власник — Боб Шорт, премјестио тим у Лос Анђелес. У првој сезони под новим именом, тим је остварио 11 побједа више него претходне сезоне, а Бејлор је остварио просјек од 34,8 поена и 19,8 скокова по утакмици. На дан 15. новембра 1960, Бејлор је поставио нови рекорд НБА лиге по броју поена на једној утакмици, када је на утакмици против Њујорк никса постигао 71 поен, уз 25 скокова, срушивши рекорд од 64 поена. Лејкерси су се пласирали у плеј оф, гдје су изгубили 4:3 у серији од Сент Луиса у другој рунди; у седмој утакмици, изгубили су 105:103.
У сезони 1961/62, остварили су 54 побједе и 26 пораза, а предводили су их Бејлор са просјеком од 38,3 поена и Вест са просјеком од 30,8 поена по утакмици. Тим је ушао у финале, гдје је играо против Бостона. На петој утакмици, Бејлор је поставио рекорд по броју поена у финалу, постигавши 61 поен, уз 22 скока, Лејкерси су изгубили 4:3 у серији, а у седмој утакмици, изгубили су 110:107 након продужетка. Франк Селви, након што је направио два скока у последњих 40 секунди у регуларном дијелу, промашио је шут из скока за побједу, са пет метара; а 2010. изјавио је да га тај промашај и даље прогони, 40 година касније.
У сезони 1962/63, остварили су 53 побједе, док је Бејлор биљежио просјечно 34,0 поена по утакмици, а Вест 27,1. Пласирали су се у финале другу годину заредом, гдје су поново играли против Бостона и изгубили су 4:2 у серији. У сезони 1962/63, остварили су 42 побједе и 38 пораза, а изгубили су у првој рунди плеј офа, од Сент Луиса. У сезони 1963/64, остварили су 49 побједа; у финалу конференције, побиједили су Балтимор булетсе, а Вест је биљежио просјечно 46,3 поена по утакмици у серији. У финалу лиге, поново су изгубили од Бостона, са 4:1 у серији.
У сезони 1965/66, изгубили су по четврти пут у пет година у финалу од Бостона, који је освојио титулу осми пут заредом; изгубили су 4:3 у серији. На седмој утакмици, на крају треће четвртине, Бостон је водио 16 разлике, након чега су Лејкерси направили серију од 33:19 у последњој четвртини, али су изгубили 95:93. У сезони 1966/67, остварили су 36 побједа и изгубили су у првој рунди плеј оф од Сан Франциско вориорса 3:0 у серији. У сезони 1967/68, стигли су до финала лиге, гдје су поново изгубили од Бостона 4:2, чиме су поражени од Бостона у свих пет финала на којима су играли у периоду од седам година. Након што су седам година играли у Спортској арени Лос Анђелес, прешли су у новоизграђену арену Форум, 1967.

### 1968–1973: Долазак Чејмберлена
На дан 9. јула, у тим је дошао Вилт Чејмберлен, који је трејдован из Филаделфије за Дарела Имхофа, Арчија Кларка и Џерија Чејмберса. У својој првој сезони, поставио је рекорд тима по скоковима, тако што је биљежио просјечно 21,1 скок по утакмици, захваљујући чему је завршио сезону као најбољи скакач лиге. Вест, Бејлор и Чејмберлен су имали просјек од преко 20 поена по утакмици и Лејкерси су освојили дивизију. У финалу, поново су играли против Бостона и побиједили су на првој утакмици, на којој је Вест постигао 53 поена и водили су 3:2 у серији, али је Бостон побиједио 4:3, освојивши 11 титулу за 13 година, док су Лејкерси изгубили седмо узастопно финале од Бостона, након што су у првих пет финала, освојили пет титула. Вест је по први пут проглашен за најкориснијег играча финала, што је први пут икада да је за МВП-ија проглашен играч из пораженог тима. У сезони 1969/70, Вест је по први пут завршио као најбољи стријелац лиге, са просјеком од 31,2 поена по утакмици, а Лејкерси су се пласирали у финале, гдје, први пут послије 16 година и седам финала, нису играли против Бостона, већ против Њујорк никса, који су их побиједили 4:3 и Лејкерси су изгубили осмо финале заредом. У сезони 1970/71, поражени су у финалу конференције од Милвоки бакса са 4:1 у серији, а Милвоки је предводио Карим Абдул Џабар.
У сезони 1971/72, власник тима — Џек Кент Кук, довео је Била Шармана на мјесто тренера, а Елџин Бејлор је, недуго послије почетка сезоне, објавио да завршава каријеру, након што је схватио да му ноге нису здраве довољно. Шарман је повећао тимску дисциплину; увео је концепт доласка у дворану прије почетка утакмице како би вјежбали шут, који је постао познат као „шут араунд“ (енгл. shootaround). У новембру, побиједили су на 14 утакмица заредом, а затим и на свих 16 које су игране у децембру. На почетку 1972, побиједили су на прве три утакмице, након чега су изгубили од Милвокија 120:104, 9. јануара, чиме су прекинули низ побједа. Побиједили су на укупно 33 утакмице заредом у сезони, чиме су поставили рекорд по броју узастопних побједа у НБА лиги, као и рекорд са највише побједа заредом од било којег тима у америчком професионалном спорту. Сезону су завршили са 69 побједа, чиме су поставили рекорд по броју побједа у сезони, који је срушио Чикаго у сезони 1995/96, са 72 побједе. Чејмберлен је сезону завршио са просјеком од 14,8 поена, али је био лидер лиге по броју скокова, са 19,2 по утакмици. Вест је завршио као лидер лиге по броју асистенција, са просјеком од 9,7 по утакмици, уз 25 поена по утакмици, а добио је и награду за МВП-ија Ол-стара, Тим није успио да постигне 100 поена на само једној утакмици, а Шарман је проглашен за тренера године. У плеј офу, побиједили су Чикаго 4:0 у првој рунди, а затим Милвоки 4:2 у финалу конференције и пласирали су се у финале, гдје су другу годину заредом играли против Њујорка; Лејкерси су изгубили прву утакмицу, али су затим побиједили наредне четири и са 4:1 у серији, освојили су прву титулу након 18 година и осам изгубљених финала. У петој утакмици, Чејмберлен је постигао 24 поена, уз 29 скокова и добио је награду Бил Расел МВП финала, која је уведена 1969, у част Била Расела, који је освојио НБА 11 пута са Бостоном. Вест и Бејлор су тако освојили прву титулу првака НБА, на свом десетом финалу; силуета Веста је касније стављена на званични лого лиге.
У сезони 1972/73, остварили су 60 побједа и освојили су Пацифичку дивизију по 12 пут. Чејмберлен је поново био лидер лиге по броју скокова и поставио је рекорд НБА по проценту шута из игре, са 72,7%. У полуфиналу конференције, побиједили су Чикаго 4:3 у серији, након чега су побиједили Голден Стејт у финалу конференције, са 4:1. Поново су играли у финалу лиге против Њујорка; побиједили су на првој утакмици три поена разлике, након чега је Њујорк побиједио на наредне четири утакмице и освојио је титулу.

### 1973–1979: Стварање „супертима“
У сезони 1973/74, Вест је одиграо 31 утакмицу, након чега је одлучио да заврши каријеру због проблема са ногама. Сезону су завршили са 47 побједа и 35 пораза, на четвртом мјесту у конференцији, а освојили су титулу у дивизији и пласирали су се у плеј оф, а предводио их је Гудрич, који је биљежио просјечно 25,3 поена по утакмици. У плеј офу, изгубили су 4:1 од Милвокија у полуфиналу конференције. На крају сезоне, Вест је одлучио да заврши каријеру, након неспоразума око новог уговора и поднио је тужбу због неисплаћених зарада.
Након што нису успјели да се пласирају у плеј оф у сезони 1974/75, довели су Абдул Џабара, који је до тада добио три пута награду за МВП-ија лиге. Абдул Џабар је хтио да оде из Милвокија и тражио је трејд у Њујорк или Лос Анђелес. Лејкерси су га трејдовали за Елмора Смита, Брајана Винтерса, Јуниора Бриџмана и Давида Мејерса. У првој сезони у Лејкерсима, добио је награду за МВП-ија, а био је лидер лиге по броју одиграних минута, по броју скокова и по броју блокада. Лејкерси су у јануару остварили три побједе и десет пораза, док су сезону завршили са 40 побједа и 42 пораза и нису успјели да се пласирају у плеј оф.
Вест и Кук су ријешили неспоразуме, а Вест је повукао тужбу и дошао је на мјесто тренера, умјесто Шармана. Вест и Кук су поново ушли у сукоб, када је Кук одбио да потроши новац како би купио центра — Џулијуса Ервинга, кога је Њујорк продавао. Абдул Џабар је поново проглашен за МВП-ија, у сезони 1976/77, док су Лејкерси остварили 52 побједе и 29 пораза и освојили су дивизију. У првој рунди плеј офа побиједили су Голден Стејт 4:3 у серији, након чега су изгубили од Портланда 4:0 у финалу конференције. На крају сезоне, довели су Џамала Вилкса из Голден Стејта, а изабрали су Норма Никсона као првог пика на драфту.
У прва два минута прве утакмице у сезони 1977/78, Абдул Џабар је ударио центра Чикага — Кента Бенсона, приликом чега је поломио руку. Два мјесеца касније, након што се опоравио, ушао је у сукоб са центром Хјустон рокетса — Кевином Кунертом, након скока. Први центар Лејкерса — Кермит Вашингтон, који је имао просјек од 11,5 поена и 11,2 скока, започео је свађу, а када је играч Хјустона — Руди Томјанович, ушао са клупе да их раздвоји, Вашингтон га је ударио у лице. Томјанович је доживио фрактуру лобање и друге повреде опасне по живот, због којих је морао да заврши каријеру. Вашингтон, који је изјавио да је мислио да ће Томјанович да га нападне, суспендован је на два мјесеца од стране НБА, а Лејкерси су га отпустили. Тим је остварио 45 побједа, иако Абдул Џабар није играо скоро два мјесеца; у првој рунди плеј офа изгубили су од Сијетл суперсоникса 2:1 у серији. У сезони 1978/79, остварили су 47 побједа и 35 пораза, али су изгубили у полуфиналу конференције 4:1 у серији од Сијетла.

### 1979–1991: „Шоутајм“
На драфту 1979, изабрали су бека шутера — Меџика Џонсона, са универзитета Мичиген, као првог пика. Играчима Лејкерса је требало времена да се навикну на Џонсонове пасеве без гледања, који су их често затицали неспремне, а изјавили су да су његови пасеви постали кључни дио напада тима. У сезони 1979/80, остварили су остварили 60 побједа у регуларном дијелу, а у финалу лиге, побиједили су Филаделфију 4:2 и освојили другу титулу; Џонсон је изабран за МВП-ија финала, а у шестој утакмици, играо је на позицији центра, умјесто Абдул Џабара који је био повријеђен, и постигао је 42 поена, уз 15 скокова и седам асистенција. У сезони 1980/81, Џонсон није играо већи дио сезоне, због повреде кољена, а Лејкерси су завршили на другом мјесту у дивизији, иза Финикса, са 54 побједе и 28 пораза. У првој рунди плеј офа, испали су од Хјустона, који је предводио Мозиз Малон, 2:1 у серији.
Почетком сезоне 1981/82, Џонсон се жалио у медијима на тренера — Пола Вестхеда и тражио је да буде трејдован. Недуго након жалби, Вестхед је отпуштен, а иако је власник тима — Џери Бус, изјавио да то нема везе са критикама Џонсона, медији су објавили да је Џонсон имао главну улогу и навијачи су му звиждали, и на гостовањима и на утакмицама кући. Бус је поставио дотадашњег помоћног тренера — Пета Рајлија за главног тренера, заједно са Вестом, који је себе сматрао помоћником Рајлија и побиједили су на 17 од наредних 20 утакмица. Тим је добио надимак „Шоутајм“, због начина на који је Џонсон предводио брзе нападе и освојили су дивизију, док су у прве двије рунде плеј офа побиједили Финикс и Сан Антонио. Дошли су до девет узастопних побједа у плеј офу, након побједе на првој утакмици финала лиге, против Филаделфије. Побиједили су 4:2 и освојили трећу титулу за четири године, са скором од 12 побједа и два пораза у плеј офу. На драфту 1982, имали су право на првог пика, као резултат трејда са Кливлендом 1979, када су послали Дона Форда и право на првог пика 1980, у замјену за Буча Лија и првог пика 1982; изабрали су Џејмса Вордија, са универзитета Сјеверна Каролина. У сезони 1982/83, освојили су Пацифичку дивизију са 58 побједа и 24 пораза, али се, недељу дана прије краја регуларног дијела, Ворди повриједио и морао је да пропусти остатак сезоне. У прве двије рунде плеј офа, побиједили су Портланд 4:1 и Сан Антонио 4:2, након чега су у финалу лиге изгубили од Филаделфије 4:0 у серији, чиме су изгубили своје десето финале од 18 колико су играли. На крају сезоне, Вест је замијенио Шармана на мјесту генералног менаџера.
У сезони 1983/84, остварили су 54 побједе и 28 пораза и освојили су дивизију и конференцију, након чега су у прве три рунде плеј офа побиједили Канзас, Далас и Финикс и пласирали се у финале, гдје су играли против Бостона, први пут након 1969. Лејкерси су повели 2:1 у серији, али је Бостон преокренуо; на четвртој утакмици, фаул Кевина Мекхејла рвачким захватом, над Куртом Рамбисом, у контра нападу Лејкерса, означен је као преломна тачка серије, у којој је Бостон побиједио 4:3 и освојио титулу, а Лејкерси су изгубили и осмо финале које су играли против Бостона.
У сезони 1984/85, освојили су дивизију четврти пут заредом, у плеј офу су изгубили двије утакмице у прве три рунде, од Портланда у полуфиналу и од Денвера у финалу конференције и пласирали су се у финале лиге, гдје су поново играли против Бостона. У првој утакмици, Бостон је побиједио 148:114, а утакмица је добила надимак „Меморијални дан масакра“. Лејкерси су преокренули и побиједили 4:2 у серији, а Абдул Џабар је, са 38 година, добио награду за МВП-ија финала. Лејкерси су тако по први пут побиједили Бостон у финалу; шесту утакмицу играли су на гостовању, чиме су постали први тим који је освојио титулу у Бостону.
У сезони 1985/86, остварили су 24 побједе на првих 27 утакмица, а сезону су завршили са 60 побједа и освојили су дивизију пети пут заредом. У финалу конференције, изгубили су од Хјустона 4:1, а у петој утакмици, Ралф Сампсон је постигао кош са шест метара са звуком сирене и донио је побједу Хјустону у Форуму.
На почетку сезоне 1986/87, Грин је ушао у стартну поставу, а довели су Мајкла Томпсона из Сан Антонија. Сезону су завршили са 65 побједа и 17 пораза, а Џонсон је по први пут добио награду за најкориснијег играча лиге, док је Мајкл Купер добио награду за најбољег одбрамбеног играча лиге. Прије почетка сезоне, Рајли је одлучио да фокус у нападу преусмјери на Џонсона, умјесто, као до тада, на Абдул Џабара, који је имао 40 година. У плеј офу, побиједили су Денвер у првој рунди, Голден Стејт у полуфиналу и Сијетл у финалу конференције и пласирали су се у финале лиге, 21 пут у историји тима. Побиједили су 4:2 и освојили другу титулу за три године и укупно десету. На четвртој утакмици, Џонсон је у трку погодио за побједу 107:106, двије секунде прије краја меча. На шестој утакмици, Абдул Џабар је постигао 32 поена, док је Џонсон остварио 19 асистенција и добио је награду за МВП-ија финала. На прослави титуле, тренер Рајли је изјавио да ће Лејкерси одбранити титулу, што није успио нико од Бостона 1969.
У сезони 1987/88, остварили су 62 побједе и 20 пораза и освојили су дивизију седми пут заредом. У првој рунди плеј офа, побиједили су Сан Антонио спарсе, након чега су побиједили Јуту, коју су предводили Карл Малон и Џон Стоктон, са 4:3 у серији, у полуфиналу конференције. У финалу конференције, побиједили су Далас мавериксе са 4:3 у серији и пласирали су се у финале, гдје су играли против Детроита; побиједили су 4:3 у серији, а на седмој утакмици, Ворди је остварио први трипл дабл у каријери и проглашен је за МВП-ија финала, а Лејкерси су освојили другу титулу заредом, а пету за осам година.
У сезони 1988/89, остварили су 57 побједа и освојили су дивизију осми пут заредом. У плеј офу, побиједили су Портланд, Сијетл и Феникс и пласирали се у осмо финале за десет година, гдје су другу годину заредом играли против Детроита. У финалу, Бајрон Скот и Џонсон су били повријеђени и Детроит је побиједио 4:0 у серији.
На дан, 22. јуна 1989, након финала лиге, Абдул Џабар је завршио каријеру, са 42 године, након 20 година, од којих је 14 провео у Лејкерсима. Каријеру је завршио као најбољи стријелац лиге свих времена (38,387), са највише одиграних утакмица (1,560), највише играних минута (57,446), највише постигнутих кошева из игре (15,837), највише шутева из игре (28,307), највише блокада (3,189), највише скокова у одбрани (9,394), највише побједа у каријери (1,074), као и највише личних грешака. (4,657). У сезони 1989/90, Лејкерси су остварили 63 побједе и 19 пораза и освојили су дивизију девети пут заредом. У првој рунди, побиједили су Хјустон, након чега су изгубили у полуфиналу конференције 4:1 у серији, од Финикса. На крају сезоне, Рајли је објавио да се повлачи са мјеста тренера, наводећи као разлог прегоријевање, а замијенио га је Мајк Дунлеви. Играчи су различито реаговали на одлазак Рајлија; поштовали су његове доприносе, али су Ворди и Скот изјавили да су били уморни од сталних тренинга које је Рајли форсирао и да је хтио да узме превише заслуга за успјехе тима. На крају сезоне, Мајкл Купер, који је добио награду за најбољег одбрамбеног играча, одлучио је да игра у Европи и прешао је у Виртус Рому.
У сезони 1990/91, завршили су са 58 побједа и 24 пораза, али нису успјели да освоје дивизију први пут послије девет година, завршивши иза Портланда. У прве двије рунде плеј офа, побиједили су Хјустон и Голден Стејт, након чега су у финалу конференције побиједили Портланд и освојили 11 титулу првака конференције и пласирали се у девето финале лиге за 12 година. У финалу, изгубили су од Чикаго булса, које је предводио Мајкл Џордан, са 4:1 у серији.

### 1991–1996: Без титуле у дивизији и без финала конференције
На дан 7. новембра 1991, Меџик Џонсон је објавио да је позитиван на ХИВ и да ће завршити каријеру. Првобитно је изјавио да не зна како се заразио, али је касније рекао да је то због тога што је имао велики број сексуалних партнера током каријере.
У сезони 1991/92, првој без Џонсона, остварили су 43 побједе и пласирали су се у плеј оф са осмог мјеста, једну побједу испред Хјустона, али су у првој рунди изгубили од Портланда 3:1, након чега је Дунлеви отпуштен са мјеста тренера.
У сезони 1992/93, остварили су 39 побједа и 43 пораза, под новим тренером — Рендијем Фундом, што је био први пут од сезоне 1975/76, да су завршили са више пораза него побједа. У првој рунди плеј офа, остварили су двије побједе на гостовању Финиксу, након чега су изгубили наредне двије кући, а пету утакмицу у Финиксу, изгубили су на продужетке 112:104 и поражени су 3:2 у серији. У сезони 1993/94, остварили су 33 побједе и 49 пораза и нису успјели да се пласирају у плеј оф први пут након 1976. Меџик Џонсон је био тренер на последњих 16 утакмица, јер је Фунд добио отказ, а бивши саиграч — Мајкл Купер, био му је помоћник. Џонсон је одлучио да не прихвати мјесто тренера за стално, јер је сматрао да неки играчи нису довољно посвећени, а изгубили су последњих десет утакмица заредом.
Под новим тренером — Делом Харисом, успјели су да се пласирају у плеј оф у сезони 1994/95, али су изгубили у полуфиналу конференције од Сан Антонија 4:2. У сезони 1995/96, тим су предводили бекови — Ник ван Ексел и Еди Џоунс, као и центар — Владе Дивац. Сезону су почели са 24 побједе и 18 пораза, након чега се Меџик Џонсон вратио у тим и, у другом дијелу, остварили су 29 побједа и 11 пораза и сезону су завршили са 53 побједе и 29 пораза. У плеј офу, испали су у првој рунди, изгубивши од Хјустона 3:1 у серији. Једину побједу остварили су на другој утакмици, када је Џонсон постигао 26 скокова, уз пет асистенција, док је Дивац забиљежио 12 скокова. Након несугласица са Ван Екселом, незадовољства са стратегијом Хариса и због испадања у првој рунди плеј офа, Џонсон је одлучио да заврши каријеру за стално.

### 1996–2016: Ера Кобија Брајанта

#### 1996–2004: Три титуле и дуо О’Нил и Брајант
Прије почетка сезоне 1996/97, Лејкерси су хтјели да трејдују стартног центра — Влада Дивца, како би растеретили плате и ослободили мјесто да дају понуду тада слободном играчу — Шакилу О’Нилу. Главни скаут Шарлот хорнетса у то доба — Бил Бранш, изјавио је да су се, дан прије драфта, договорили са Лејкерсима да им трејдују њиховог 13 пика; прије договора никад нису размишљали да трејдују Брајанта. Током драфта, Лејкерси су минут прије избора, рекли Хорнетсима кога да изаберу. Брајант је био први бек у историји који је учествовао на драфту директно послије завршетка средње школе; након драфта, трејд је доведен у питање, када је Дивац изјавио да ће радије завршити каријеру него да буде трејдован из Лос Анђелеса. Ипак, 30. јуна, Дивац је повукао своју пријетњу и трејд је извршен 9. јула 1996. Трејд за Брајанта била је идеја генералног менаџера — Џерија Веста, који је такође био главни за довођење О’Нила, који је касније изјавио: „Џери Вест је разлог због којег сам дошао у Лејкерсе.“ На драфту, изабрали су Дерека Фишера као 24 пика, а током сезоне, трејдовали су Седрика Себаљоса у Финикс, за Роберта Орија. О’Нил је предводио тим до 56 побједа и 26 пораза, иако је пропустио 31 утакмицу због повреде кољена. Просјечно је биљежио 26,2 поена и 12,5 скокова, а завршио је на трећем мјесту у лиги по броју блокада, са просјеком од 2,88 по утакмици, на 51 утакмици. У првој рунди плеј офа, против Портланда, О’Нил је на првој утакмици постигао 46 поена, што је највећи број поена неког играча Лејкерса у плеј офу, од Џерија Веста, који је постигао 53 поена против Бостона 1969. У полуфиналу Западне конференције, играли су против Јуте. Након четири утакмице, Јута је водила 3:1, а у петој утакмици, Брајант је преузео улогу лидера тима; Брајан Скот је морао да пропусти утакмицу због ишчашења зглоба, Роберт Ори је искључен због свађе са играчем Јуте — Џефом Хорнасеком, а О’Нил је морао да изађе због личних грешака на минут и 46 секунди прије краја утакмице. У последњем нападу на мечу, Брајант је промашио шут из скока за побједу и играо се продужетак; у последњем минуту, промашио је два шута за три, након чега је шутирао у последњим секундама и промашио је и обруч и таблу, а Јута је побиједила 98:93 и прошла у финале конференције са побједом 4:1 у серији.
У сезони 1997/98, имали су најбољи старт у историји тима, са свих 11 побједа на 11 утакмица. О’Нил је пропустио 20 утакмица због повреде стомака. Током већег дијела сезоне, борили су се за титулу Пацифичке дивизије са Сијетлом. У последња два мјесеца, побиједили су на 22 од последњих 25 утакмица, завршивши сезону са 61 побједом и 21 поразом, али ипак иза Сијетла. На Ол-стар мечу, играли су Брајант, О’Нил, Ексел и Џонс, што је било први пут од 1983. да су четворица играча из истог тима наступили на Ол-стару. У плеј офу, побиједили су Портланд 3:1 у првој рунди, након чега су играли против Сијетла у полуфиналу конференције. Сијетл је добио прву утакмицу, али су Лејкерси побиједили на наредне четири и са 4:1 у серији, пласирали се у финале конференције. У финалу, играли су против Јуте, али су изгубили 4:0.
На почетку сезоне 1998/99, трејдовали су Едија Џоунса и центра — Елдена Кемпбела, у Шарлот, а довели су Бенџамина Армстронга, Хермана Рида и Глена Рајса. Дел Харис је отпуштен у фебруару, након три узастопна пораза, а замијенио га је Курт Рамбис, као привремени тренер. Сезона је била скраћена због локаута, а Лејкерси су завршили са 31 побједом и 19 пораза, на четвртом мјесту у конференцији. У првој рунди плеј офа, побиједили су Хјустон 3:1, након чега су изгубили од Сан Антонија 4:0 у полуфиналу конференције, што је била последња утакмица коју су играли у дворани Форум.
Прије почетка сезоне 1999/00, Вест је хтио да постави Рамбиса за сталног тренера, прије него што га је негодовање навијача и чланова организације навело да потражи веће име. За новог тренера постављен је бивши тренер Чикаго булса — Фил Џексон, који је освојио шест титула са Чикагом, а дат му је уговор на 6 милиона долара годишње. Са њим је дошао и помоћник — Текс Винтер и успоставили су Винтеову верзију напада троугла. У тим су дошли ветерани, Грин, Џон Сејли, Брајан Шо и Рон Харпер, који су били у тиму током периода кад су добили надимак „Шоутајм“. Такође, преселили су се у дворану Стејплс центар.
Предвођени О’Нилом, који је добио награду за МВП-ија, побиједили су на 31 од првих 36 утакмица. Сезону су завршили са 67 побједа и 15 пораза, што је био највећи број побједа који су остварили од сезоне 1986/87. У прве двије рунде плеј офа, побиједили су Сакраменто и Финикс, након чега су у финалу конференције играли против Портланда. У прве четири утакмице, Лејкерси су водили 3:1, након чега је Портланд побиједио на наредне двије утакмице и изједначили су на 3:3 у серији. На седмој утакмици, на почетку четврте четвртине, Лејкерси су губили 15 поена, након чега су направили серију од 19:4 и побиједили 89:84 и пласирали се у финале лиге, први пут послије осам година. У финалу, играли су против Индијане, коју је предводио Реџи Милер. На четвртој утакмици, Брајант је постигао 22 поена у другом полувремену и предводио је тим до побједе након продужетка, док је О’Нил изашао из игре због личних грешака. Постигао је одлучујући кош у финишу, за побједу 120:118. У шестој утакмици, Лејкерси су побиједили 116:111 и са 4:2 у серији, освојили су титулу, 12 укупно, а прву након 1988. На крају сезоне, вест се повукао са мјеста генералног менаџера, због несугласица са Џексоном око контроле тимских операција. Такође, стартери, Рајс и Грин напустили су тим на крају сезоне, а у Лејкерсе је дошао Хорас Грант.
У сезони 2000/01, остварили су 58 побједа, 11 мање него претходне године. У првој рунди плеј офа, побиједили су Портланд 3:0 у серији, након чега су, у полуфиналу конференције, побиједили Сакраменто кингсе 4:0. У четвртој утакмици, Брајант је постигао 48 поена, уз 16 скокова и 3 асистенције, у побједи 119:113. У финалу конференције, побиједили су Сан Антонио и пласирали су се у друго финале лиге заредом. У финалу, играли су против Филаделфије, коју је предводио Ален Ајверсон. Филаделфија је побиједила на првој утакмици, након чега су Лејкерси побиједили на наредне четири и освојили су другу титулу заредом; плеј оф су завршили са 15 побједа и једним поразом, чиме су поставили рекорд у плеј офу.
У сезони 2001/02, остварили су 58 побједа и завршили су на другом мјесту у дивизији, иза Сакрамента. На дан 1. марта 2002, на утакмици против Индијане, Брајант је ударио Милера, због чега је суспендован на једну утакмицу. У прве двије рунде плеј офа, Лејкерси су побиједили Портланд са 3:1 и Сан Антонио са 4:1 у серији, након чега су у финалу конференције играли против Сакрамента, који је имао предност домаћег терена. Након пет утакмица, Сакраменто је водио 3:2, али су Лејкерси побиједили на последње двије утакмице и са 4:3 у серији, пласирали се у финале лиге трећи пут заредом. На првој утакмици, Брајант је постигао 30 поена, а Лејкерси су побиједили 106:99, након чега је Сакраменто побиједио на наредне двије утакмице. На четвртој утакмици, Лејкерси су губили у финишу и имали су лопту на 20 секунди до краја меча; након промашаја О’Нила и Брајанта, Дивац је ухватио лопту и покушао је да је склони, али је она дошла до Роберта Орија, који је погодио тројку са звуком сирене за побједу Лејкерса 100:99. На петој утакмици, Сакраменто је побиједио 92:91, тројком Тима Донагија са звуком сирене. На шестој утакмици, Лејкерси су побиједили 106:102, а утакмица је постала позната по контроверзи због клађења у које је био умијешан Донаги. Лејкерси су побиједили на седмој утакмици 112:106 након продужетка, а играчи Сакрамента су промашили неколико слободних бацања у финишу. У финалу, играли су против Њу Џерзи нетса, које је предводио Џејсон Кид. Побиједили су 4:0 у серији и освојили су трећу титулу заредом. О’Нил је сваки пут проглашен за МВП-ија финала, чиме је постао први играч након Џордана који је добио награду три пута заредом.
Сезону 2002/03, стартовали су са 11 побједа и 19 пораза. На дан 7. јануара 2003, Брајант је поставио рекорд НБА лиге по броју тројки на једној утакмици, када је постигао 12 против Сијетл суперсоникса. Предвођени Брајантом, који је у јануару имао просјек од 30, а у фебруару од 40 поена по утакмици, Лејкерси су завршили сезону на петом мјесту у конференцији, са 50 побједа и 32 пораза. У плеј офу, побиједили су Минесота тимбервулвсе 4:2 у првој рунди, али су изгубили од Сан Антонија са 4:2 у полуфиналу конференције.
На почетку сезоне 2003/04, Лејкерси су довели учеснике Ол-стара — Гарија Пејтона и Карла Малона, како би се придружили О’Нилу и Брајанту. Прије почетка сезоне, Брајант је ухапшен због оптужби за сексуални напад. Тројица од „велике четворке“, мучили су се са повредама; О’Нил је истегао мишић, Малон је повриједио кољено, а Брајант је повриједио раме, док је такође, због одласка у суд, морао да пропусти неколико утакмица. У последњој утакмици регуларног дијела, против Портланда, Брајант је са двије тројке донио побједу Лејкерсима након продужетака, за титулу Пацифичке дивизије; на 1,1 секунду до краја четврте четвртине, погодио је тројку за продужетак, након чега је погодио тројку за побједу 105:104, у другом продужетку. Завршили су са 56 побједа и 26 пораза, док су у плеј офу, побиједили Хјустон, Сан Антонио и Минесоту и пласирали су се у четврто финале лиге у пет година. У финалу, изгубили су од Детроита 4:1 у серији..

#### 2004–2007: Реорганизација
На почетку сезоне 2004/05, није продужен уговор са Џексоном и Руди Томјанович је постављен за новог тренера. О’Нил је трејдован у Мајами хит, за Ламара Одома, Керона Батлера и Брајана Гранта, као и за првог пика на драфту. Наредног дана, Брајант је одбио понуду Лос Анђелес клиперса и продужио је уговор са Лејкерсима на седам година. Брајант и О’Нил су имали сукоб током заједничког периода у тиму, а медији су њихову свађу означили као главни фактор за трејд. Џексон је након одласка из тима написао књигу „Последња сезона: Тим у потрази за својом душом“, у којој је критиковао Брајанта и назвао га „неутрењивим“. Званичници Лејкерса су изјавили да књига садржи бројне нетачности.
Такође, трејдовали су Рика Фокса и Герија Пејтона у Бостон, за Криса Мима, Маркуса Бенкса и Чикија Еткинса. Дерек Фишер је био фрустриран јер није добијао велику минутажу и прешао је у Голден Стејт. Након што је играо у првом дијелу сезоне, Малон је 13. фебруара 2005. објавио да завршава каријеру. Томјанович је водио тим на првих 41 утакмицу, у којима су остварили 22 побједе и 19 пораза, након чега је одлучио да се повуче, због здравствених проблема. Његов помоћник — Френк Хемблен, постављен је за привременог тренера до краја сезоне. Брајант је повриједио чланак, а Одом раме, због чега су пропустили више утакмица, а Лејкерси су завршили сезону са 34 побједе и 48 пораза и нису успјели да се пласирају у плеј оф, пети пут у историји тима и први пут од 1994.
На драфту 2005, изабрали су Ендруа Бајнума из средње школе Сент Жозеф, као десетог пика. Трејдовали су Бутлера и Еткинса у Вашингтон, за Квама Брауна и Лерона Профита. Упркос размирицама са Брајантом, Фил Џексон се вратио на мјесто тренера тима у сезони 2005/06, а Брајант је подржао одлуку. На дан 20. децембра 2005, током прве три четвртине, Брајант је постигао 62 поена против Далас маверикса, док је цијели тим Даласа постигао 61 поен; то је био први пут у историји, од увођења времена за напад, да је један играч постигао за три четвртине више поена него противнички тим, а није улазио у игру у четвртој четвртини. На дан 22. јануара 2006, Брајант је постигао 81 поен против Торонто репторса. Срушио је тако рекорд Елгина Бејлора од 71 постигнутог поена за Лејкерсе, а такође, дошао је на друго мјесто по броју постигнутих поена на једној утакмици у НБА свих времена, иза Чејмберлена, који је 1962. постигао 100 поена. Сезону су завршили са 45 побједа и 37 пораза и пласирали су се у плеј оф. У првој рунди плеј офа, играли су против Финикса; водили су 3:1 у серији, али је Финикс преокренуо и побиједио 4:3.
Сезону 2006/07, почели су са 26 побједа на првих 39 утакмица, али су изгубили 27 од наредних 43, укључујући и седам заредом које су изгубили по поен разлике и сезону су завршили са 42 побједе и 40 пораза. Брајант је три пута био суспендован због ударања противничког играча: 28. јануара, када је покушао да ухвати лопту у финишу, замахнуо је руком и ударио играча Сан Антонија — Мануа Ђинобилија, лактом у лице; 6. марта, направио је сличан покрет, ударивши Марка Јарића из Минесоте, а на првој утакмици након суспензије, 9. марта, ударио је лактом у лице Кајла Корвера. У плеј офу, поново су испали од Финикса у првој рунди, са 4:1 у серији. Брајант је био разочаран што тим не може да напредује у плеј офу и затражио је трејд. Бус је првобитно пристао да га трејдује, али је такође покушавао да га наговори да остане. Након разговора са Џексоном, одлучио је да повуче захтјев за трејд.

#### 2007–2011: Брајант и Гасол
Прије почетка сезоне 2007/08, Дерек Фишер се вратио у тим. Сезону су почели са 25 побједа и 11 пораза, након чега је, Ендру Бајнум, стартни центар, који је био лидер лиге по проценту погођених шутева из игре, средином јануара повриједио кољено и морао је да одсуствује годину дана. Због повреде Бајнума, довели су Пау Гасола из Мемфиса, који је шест пута играо на Ол-стару. За Гасола, трејдовали су Квама Брауна, Џавариса Критентона и Ерона Мекија, као и права на драфту за Марка Гасола, права на првог пика на драфту 2008. и 2010, као и на пика у другој рунди 2010, уз новчану доплату. До краја сезоне остварили су 22 побједе и пет пораза и завршили су на првом мјесту у конференцији, са 57 побједа и 25 пораза. Брајант је проглашен за МВП-ија, поставши тако први играч Лејкерса који је добио награду, након О’Нила 2000. У првој рунди плеј офа, против Денвера, на првој утакмици, Брајант је постигао 32 поена, од чега 18 у последњих осам минута, док је Гасол постигао 36 поена, уз 16 скокова и осам асистенција, за побједу Лејкерса. Побиједили су 4:0 у серији, а Денвер је тако постао први тим са 50 побједа у регуларном дијелу сезоне који је испао у првој рунди, након Мемфиса 2004. У полуфиналу конференције, против Јуте, Брајант, Одом и Гасол су предводили тим до побједе са 4:2 у серији. У финалу конференције, побиједили су Сан Антонио 4:1 и пласирали се у прво финале лиге након 2003. и одласка О’Нила. У финалу, изгубили су од Бостона 4:2 у серији.
У сезони 2008/09, остварили су седам побједа у првих седам утакмица, након чега су изједначили рекорд са најбољим стартом сезоне у историји тима, остваривши 17 побједа на 19 утакмица. Сезону су завршили на првом мјесту конференције, са 67 побједа и 17 пораза. У плеј офу, побиједили су Јуту 4:1, Хјустон 4:3 и Денвер 4:2 и пласирали се у финале лиге другу годину заредом. У финалу, побиједили су Орландо меџик 4:1 у серији и освојили 15 титулу у историји тима, а Брајант је по први пут у каријери добио награду за МВП-ија финала, поставши први играч након Џордана који је имао просјек од барем 30 поена, пет скокова и пет асистенција за побједнички тим у финалној серији.
На почетку сезоне 2009/10, довели су Рона Артеста, умјесто Тревора Аризе. Сезону су завршили на првом мјесту у конференцији трећу годину заредом, а 13. јануара 2010, постали су први тим у историји лиге који је остварио 3,000 побједа у регионалном дијелу сезоне, након побједе 100:95 против Даласа. У првој рунди плеј офа, играли су против Оклахома Сити тандера, које су побиједили са 4:2 у серији. У полуфиналу, побиједили су Јуту 4:0 и пласирали су се у финале конференције, гдје су играли против Финикса. У другој утакмици, Брајант је остварио 13 асистенција, чиме је изједначио рекорд Меџика Џонсона по броју асистенција једног играча Лејкерса. Побиједили су 4:2 у серији и пласирали су се у финале лиге трећу годину заредом. У финалу, играли су против Бостона, у репризи финала из 2008. Након шест утакмица, резултат је био 3:3 у серији, а у седмој утакмици, Бостон је водио 13 разлике на крају треће четвртине. У последњој четвртини, Брајант је постигао 10 поена, а Лејкерси су преокренули и освојили другу титулу заредом, 16 укупно, а Брајант је други пут заредом добио награду за најкориснијег играча финала. Такође, то је био први пут да су Лејкерси побиједили Бостон у седмој утакмици НБА финала,
Након доста спекулација, Фил Џексон је одлучио да остане на мјесту тренера још једну годину. Сезону 2010/11, почели су са осам побједа на првих осам утакмица. Првих пет утакмица против једног од четири водећа тима у лиги, изгубили су са просјечно 11 разлике, Након чега су побиједили Бостон 92:86, 10. фебруара; Брајант је постигао 23 поена, од чега 20 у другом полувремену, а Лејкерси су надокнадили заостатак од 15 поена. Сезону су завршили на другом мјесту у конференцији, са 57 побједа и 25 поразу. У првој рунди плеј офа, побиједили су Њу Орлеанс 4:2, након чега су изгубили од Даласа у полуфиналу конференције, 4:0 у серији. На крају сезоне, Џексон је објавио да се повлачи са мјеста тренера.

#### 2011–2016: Период након Џексона
Након одласка Џексона, бивши тренер Кливленда — Мајк Браун, постављен је за главног тренера. Прије почетка сезоне 2011/12, Ламар Одом је трејдован у Далас, након што је сам тражио трејд. Такође, Фишер је, уз право на првог пика на драфту, трејдован у Хјустон, у замјену за Џордана Хила. Током сезоне, Брајант је више пута паузирао због повреда, Сезону су завршили на трећем мјесту у конференцији, са 41 побједом и 25 пораза. У првој рунди плеј офа, побиједили су Денвер 4:3, након чега су изгубили од Оклахоме 4:2 у полуфиналу конференције.
На почетку сезоне 2012/13, довели су Стива Неша из Финикса, у замјену за пика Лејкерса у првој рунди на драфту 2013. и 2015, као и за пика из друге рунде драфта 2013. и 2014, уз 3 милиона долара. На дан 10. августа 2012, у трејду у којем су учествовала четири тима, Лејкерси су трејдовали Ендруа Бајнума, а довели су Двајта Хауарда. На дан 2. новембра 2012, Брајант је, са двије украдене лопте против Клиперса, дошао до 1,725 украдених лопти, чиме је престигао Меџика Џонсона, са највише украдених лопти у историји Лејкерса. Почели су сезону са три пораза на прве три утакмице, први пут послије 34 године и четврти пут у историји клуба. а након што су остварили једну побједу и четири пораза на првих пет утакмица, Мајк Браун је отпуштен са мјеста тренера, 9. новембра. Помоћни тренер — Берни Бикерстаф, постављен је за привременог тренера и остварио је четири побједе заредом, након чега је Мајк Д'Антони постављен за главног тренера, 12. новембра. На дан 18. фебруара 2013, власник тима — Џери Бус, умро је због рака у 80 години. У првом дијелу сезоне, имали су скор од 17 побједа и 25 пораза, након чега је Д'Антони поставио Брајанта за примарног организатора игре и помјерио Неша на мјесто шутера. На наредне три утакмице, остварили су све три побједе, а у марту, на двије одлучујуће побједе за улазак у плеј оф, Брајант је постигао по најмање 40 поена, уз 10 асистенција, поставши тако први играч Лејкерса са тим учинком на двије узастопне утакмице, након Веста 1970. Сезону су завршили са 45 побједа и 37 пораза, што им је био најлошији учинак од сезоне 2006/07. и завршили су на седмом мјесту у конференцији, након побједе против Хјустона 16. априла. Играчи Лејкерса су имали проблема са повредама током цијеле сезоне, а Брајант је доживио руптуру Ахилове тетиве, на утакмици против Голден Стејт вориорса, због чега је морао да заврши сезону. Повреда је наступила након што је играо по 40 минута на седам узастопних утакмица и седам узастопних четвртина на последње двије утакмице. На дан 13. априла, имао је операцију и процијењено је да ће паузирати од шест до девет мјесеци. Без Брајанта, испали су у првој рунди плеј офа, изгубивши од Сан Антонија 4:0. Током сезоне, Брајант је престигао Чејмберлена на четвртом мјесту на листи најбољих стријелаца НБА лиге свих времена.
У сезони 2013/14, Брајант је прву утакмицу играо 8. децембра 2013, али се повриједио 17. децембра, када је сломио кост у кољену и морао је да заврши сезону. На дан 25. марта 2014, постигли су 51 поен у трећој четвртини против Њујорк никса, што је био највећи број поена који су постигли у једној четвртини у историји тима. Сезону су завршили са 27 побједа и 55 пораза и нису се пласирали у плеј оф први пут након 2005, а шести пут у историји тима. Д'Антони је на крају сезоне напустио мјесто тренера.
Након што су већи дио предсезоне провели без главног тренера, бивши играч — Бајрон Скот је постављен за тренера. Скот је био на разговору три пута након одласка Д'Антонија. На дан 28. јула, званично је потписао вишегодишњи уговор са тимом.
На првој утакмици у сезони 2014/15, Џулијус Рандле, којег су изабрали као седмог пика, сломио је ногу, због чега је морао да заврши сезону. Лејкерси су остварили само осам побједа, уз 19 пораза у првом дијелу сезоне; Брајант је одиграо 35 утакмица, након чега се поново повриједио и морао је да заврши сезону, док је такође Ник Јанг морао да заврши сезону због повреде, у тренутку кад су Лејкерси имали 14 побједа и 41 пораз. На 27 преосталих утакмица, Џордан Кларксон, којег су изабрали као 46 пика, добијао је већу минутажу и завршио је са просјеком од 11,9 поена, 3,2 скока и 3,5 асистенција по утакмици, уз проценат шута из игре 44,8%. Сезону су завршили на последњем мјесту у Западној конференцији, са 21 побједом и 61 поразом, чиме су поставили нови негативни рекорд по броју пораза у сезони, срушивши претходни који су поставили сезону раније.
На драфту 2015, изабрали су Д'Анђела Расела као другог пика, са универзитета Охајо. Након што се Брајант опоравио од повреде у предсезони, задобио је повреду листа, због које је морао да пропусти последње двије егзибиционе утакмице. Опоравио се до почетка сезоне 2015/16. и стартовао је своју 20 сезону у дресу Лејкерса, чиме је оборио рекорд Џона Стоктона од 19 сезона у једном клубу. На дан 24. новембра 2015, изгубили су од Голден Стејта 111:77, чиме су дошли до учинка од двије побједе и 12 пораза; Шест дана касније, Брајант је објавио да ће завршити каријеру на крају сезоне. У својој последњој утакмици у НБА лиги, 13. априла, у побједи од 101:96 против Јута џеза, Брајант је постигао 60 поена, што му је било највише у сезони, а у последњој четвртини, постигао је 22 поена, док је цијели тим Јуте постигао 21. Са 37 година и 234 дана, постао је најстарији играч који је постигао 60 поена у историји НБА лиге. Лејкерси су сезону завршили са 17 побједа и 65 пораза, поново поставивши нови негативни рекорд.

### 2016–2018: Период након Брајанта
На дан 24. априла 2016, објавили су да неће продужити уговор са Бајроном Скотом. Пет дана касније, бивши играч Лејкерса — Лук Валтон, постављен је за новог тренера; у тренутку када је потписао уговор, Валтон је био помоћни тренер у Голден Стејту, који је наступао у плеј офу и није могао одмах да преузме Лејкерсе, док Голден Стејт не заврши наступ у плеј офу. Имали су право на другог пика на драфту и изабрали су Брендона Инграма са универзитета Дјук.
На дан 21. фебруара 2017, отпустили су Мича Купчака са мјеста генералног менаџера, а поставили су Меџика Џонсона за директора кошаркашких операција; такође, предсједница тима — Џени Бус, објавила је да ће се њен брат — Џим Бус, маћи са мјеста потпредсједника кошаркашких операција. На дан 7. марта, Роб Пелинка је постављен на мјесто генералног менаџера; потписао је уговор на пет година. Сезону су завршили на претпоследњем мјесту у конференцији, са 26 побједа и 56 пораза и поново нису успјели да се пласирају у плеј оф. На драфту 2017, поново су имали право на другог пика и изабрали су Лонца Бала са универзитета UCLA. Такође, довели су Кајла Кузму, са универзитета Јута, којег је Бруклин изабрао као 27 пика и Брука Лопеза, а у Бруклин су отишли Д'Анђело Расел и Тимофеј Мозгов. Трејдовали су Тонија Бредлија, којег су изабрали као 28 пика, у замјену за 30 пика — Џоша Харта са универзитета Виланова и 42 пика — Томаса Брајанта, са универзитета Индијана. Сезону су завршили на 11 мјесту у конференцији, са 35 побједа и 47 пораза и нису успјели да се пласирају у плеј оф.

### 2018–данас: Ера Леброна Џејмса

#### 2018: Долазак Леброна Џејмса
На дан 9. јула 2018, Леброн Џејмс је потписао четворогодишњи уговор са Лејкерсима, вриједан 154 милиона долара. Очекивали су да ће са Џејмсом поново бити конкурентни за титулу, након што нису успјели да се пласирају у плеј оф од сезоне 2013/14, а последњи пут су играли у финалу у сезони 2009/10. Након што су довели Џејмса, довели су још неке ветеране и плејмејкере, као што су Џонатан Вилијамс и Тајсон Чандлер. Тим није могао да пронађе идеалну петорку и у првих седам утакмица, побиједили су на само двије.
Након побједе над Голден Стејтом на Божић, дошли су до учинка од 20 побједа и 14 пораза, али је Џејмс доживио повреду препона, прву велику повреду у каријери. Пропустио је 17 утакмица заредом, што му је било највише у каријери, а без њега, Лејкерси су доживјели велики број пораза и остали су без шанси за плеј оф. То је био први пут да неки тим у којем је играо Џејмс, није прошао у плеј оф од 2005. и први пут да он није играо финале лиге од 2010. На дан 7. марта, објавили су да ће Џејмс играти мање минута, а 30. марта, званично је отписан за остатак сезоне. Сезону су завршили на десетом мјесту у конференцији, са 37 побједа и 45 пораза и нису успјели да се пласирају у плеј оф шесту годину заредом.
На дан 9. априла 2019, Џонсон се повукао са функције директора кошаркашких операција, а два дана касније, Валтон је отпуштен са мјеста тренера.

#### 2019—данас: Титула послије 10 година
Прије почетка сезоне 2019/20, 13. маја, Френк Вогел је постављен за новог тренера тима. Имали су право на четвртог пика на драфту 2019 и изабрали су Де Андреа Хантера, са универзитета Вирџинија, који је затим трејдован у Њу Орлеанс, заједно са Белом, Инграмом и Хартом, уз право на првог пика на драфту 2020, 2021. и 2024, као и право замјене позиција за драфт 2023. и новац, у замјену за Ентонија Дејвиса. Џејмс је промијенио стил игре, премјестио се на позицију бека за стално и више се посветио одбрани. Сезону су почели са 17 побједа и два пораза на првих 19 утакмица, од чега су остварили десет побједа заредом и изједачили најбољи старт сезоне у историји тима. На дан 29. октобра, Дејвис је постигао 40 поена и 20 скокова, поставши тако први играч Лејкерса који је то постигао након О’Нила 2003. Такође, то је постигао до краја треће четвртине, поставши први играч у историји НБА који је то успио.
Почетком марта, побиједили су лидера Источне конференције — Милвоки, након чега су побиједили Лос Анђелес клиперсе 112:103, прије него што је сезона прекинута због пандемије ковида 19. Настављена је у јулу, а завршена у августу, у оквиру балона у Орланду. Сезону су завршили на првом мјесту у Западној конференцији, са 52 побједе и 19 пораза, пласиравши се тако у плеј оф први пут након 2013, а први пут са првог мјеста у конференцији након 2010. У плеј офу, Лејкерси су побиједили Портланд и Хјустон рокетсе са по 4:1 у прве двије рунде, након чега су побиједили Денвер нагетсе у финалу конференције, такође 4:1. У петој утакмици, Џејмс је постигао 38 поена, од чега 16 у четвртој четвртини, уз 16 скокова и 10 асистенција и Лејкерси су освојили прву титулу првака конференције и пласирали се у финале лиге, након десет година. У финалу, побиједили су Мајами 4:2 и освојили су прву титулу након 2010, када их је предводио Брајант. Џејмс је добио награду за МВП-ија финала четврти пут у каријери, а такође, постао је једини играч у историји који је награду освојио са три различита тима. Лејкерси су освојили 17 титулу првака, чиме су се изједначили са Бостоном са највише освојених титула у лиги. Такође, Џени Бус, која је преузела управљање клубом након смрти њеног оца, постала је прва жена власник неког тима у НБА лиги која је освојила титулу.
На драфту 2020, изабрали су Џејдена Мекданијелса, као 28 пика, али су га трејдовали у Оклахому, заједно са Денијем Грином, у замјену за Дениса Шредера. Прије почетка сезоне 2020/21, у тим су дошли Монтрецл Харел, Весли Метјуз, и Марк Гасол, брат Пау Гасола, а отишли су Двајт Хауард, Ејвери Бредли и Раџон Рондо.
На дан 31. децембра 2020, Џејмс је постао први играч у историји НБА лиге који је постигао минимум 10 поена на хиљаду утакмица заредом, у побједи од 121:107 против Сан Антонија.

## Ривалства

### Бостон селтикси
Ривалство између Бостон селтикса и Лејкерса почело је током 1950-их, а тимови су најуспјешнији у историји лиге, док је њихово ривалство названо најбољим ривалством у у НБА. Састајали су се рекордних 12 пута у финалу лиге, а први пут у финалу 1959; Бостон је побиједио 4:0, што је био први пораз Лејкерса у финалима и прва титула за Бостон. Током 1960-их играли су шест пута у финалу, свих шест пута побиједио је Бостон, који је освојио осам титула заредом. Након што је Чејмберлен дошао у Лејкерсе 1968, наставио је своје ривалство са Билом Раселом, које је било актуелно док је играо за Филаделфију. У финалу 1969, Лејкерси су побиједили на прве двије утакмице, након чега је Бостон преокренуо и побиједио 4:3. Чејмберлен је увриједио Расела, због чега нису причали 20 година.
Након што се нису састајали у финалима током више од десет година, њихово ривалство оживљено је током 1980-их, када су међусобно ривалство имали Меџик Џонсон и Лари Бирд. Џонсон је изјавио: „када би нови распоред излазио сваке године, заокружио бих утакмице против Бостона. За мене, биле су то Двије и осталих 80.“ Бирд је изјавио: „прва ствар коју бих радио сваког јутра, било је да видим шта су Магични зарадили. Нисам бринуо ни о чему другом.“
Године 1982, Лејкерси су се пласирали у финале лиге, док је Бостон играо кући последњу утакмицу финала конференције против Филаделфије; када је било јасно да ће Филаделфија побиједити, навијачи Бостона навијали су за Филаделфију, уз повике „побиједите Л. А.“ У финалу су се поново састали 1984. послије 15 година. Бостон је побиједио 4:3, чиме су дошли до скора од 8-0 у финалима против Лејкерса, а то је било прво финале у којем су играли Џонсон и Бирд. Током 1980-их, играли су још два пута у финалу; 1983. Лејкерси су по први пут побиједили у финалу, 4:2, а шеста утакмица играна је у Бостону, чиме су постали први тим у историји који је освојио титулу на терену Бостона. У финалу 1987, Лејкерси су поново побиједили 4:2.
У финалу се нису састајали 21 годину, након чега су играли 2008. Бостон је побиједио 4:2, а у шестој утакмици, побиједили су 39 разлике, 131:92, што је била највећа разлика у некој утакмици финала у историји лиге. Поново су се састали у финалу 2010. У финалима конференција, Лејкерси су повели 2:0 против Финикса, након чега су навијачи почели да узвикују „хоћемо Бостон“; након побједе Бостона кући против Орланда за вођство од 3:0 у серији, навијачи су почели да узвикују „побиједите Л. А.“ У финалу, Брајант је био најбољи стријелац на шест од седам утакмица, а седма утакмица била је најгледанија од 1998, када је Џордан најавио да завршава каријеру. Лејкерси су побиједили 4:3, што је био први пут да су побиједили Бостон у седмој утакмици финала.
Бостон има бољи међусобни скор, а у периоду од 1957. до 1959. остварио је 18 побједа заредом против Лејкерса.

### Детроит пистонси
Ривалство између Лејкерса и Детроит пистонса почело је се развија крајем 1980-их.‍:228 Играли су два финала заредом: 1988, када су Лејкерси побиједили 4:3 и 1989. када је Детроит побиједио 4:0
У финалу су играли и 2004. када је поново Детроит побиједио 4:1 у серији.

### Лос Анђелес клиперси
Ривалство између Лејкерса и Лос Анђелес клиперса је јединствено јер су они једина два тима у лиги који играју у истој дворани — Стејплс центру, а такође је једно од два ривалства клубова из истог града, поред ривалства између Њујорк никса и Бруклин нетса.
Навијачи из Лос Анђелеса историјски су више навијали за Лејкерсе, а многи су термин ривалство означили нетачним док Клиперси нису постали успјешнији.

### Сан Антонио спарси
Ривалство између Лејкерса и Сан Антонио спарса развило се крајем 1990-их и почетком 2000-их. Од 1999 до 2005, састали су се у плеј офу пет пута, а један од та два тима играо је у финалу лиге свих седам пута у том периоду, док су заједно освојили шест титула у том периоду, по три и Лејкерси и Сан Антонио. У том истом периоду, њихово ривалство сматрано је као главним ривалством у НБА. У финалу конференције састали су се 2008, када су побиједили Лејкерси, након чега је Сан Антонио побиједио у финалу 2013.

## Власништво, финансије и навијачи
Бергер и Чалфен купили су расформирани тим Детроит гемсе 1947, за 15,000 долара; промијенили су му име у Лејкерси и премјестили га у Минесоту. Макс Винтер је купио трећину удјела у клубу у почетним годинама, након чега је продао свој дио Микану 1954. Бергер је купио Миканов дио 1956, чиме је стекао двије трећине власништва. Након што је Микан завршио каријеру, посјећеност је опала, а тим је већ био изгубио доста новца кроз неколико сезона, због чега је стављен на продају 1957. Бивши играч бејзбола — Марти Марион и његов пословни партнер — Милтон Фишман, покушали су да купе тим са намјером да га премјесте у Канзас Сити. Микан је понудио да стави кућу под хипотеку како би купио тим и задржао га у Минесоти, али је он ипак продат групи инвеститора које је предводио Боб Шорт. Тим је продат групи уз договор да га не премјесте у Канзас Сити, већ да остане у Минесоту. Шортова група се састојала од 117 бизнисмена и обичних грађана, који су уложили 200,000 долара у клуб; 150,000 да би га купили и 50,000 како би га покренули. До 1958, Шорт је постао власник 80% клуба, купујући акције од партнера, али тим је и даље био у проблему, посјећеност је била слаба, а НБА их је осудила условно финансијски, условивши их да ће, ако не достигну одређену продају карата, бити купљени од стране лиге и пребачени на другу локацију. Шорт је био приморан да премјести тим у Лос Анђелес 1960, а само у првом дијелу сезоне 1959/60, изгубили су 60,000 долара. Власници НБА, првобитно су гласали 7-1 против премјештања, али, када је Шорт изјавио да би могао да одведе тим у нову ривалску лигу, која се развијала, власници су, истог дана, одржали ново гласање и једногласно одлучили да дозволе премјештање. Предвођени Бејлором, као и због нове локације, финансије тима су се поправиле недуго након преласка у Лос Анђелес. Шорт је продао тим власнику фудбалског тима Вашингтон — Џеку Кенту Куку 1965, за тада рекордних 5,175 милиона долара. Шорт је инсистирао да исплата треба да буде у готовини и новац је пребачен из једне банке у Њујорку у другу, теретним колима.
Кук је директно управљао клубом, за разлику од Шорта и промијенио је тимске операције. Лично је финансирао изградњу дворане Форум 1967, са укупним трошковима од 16,5 милиона долара. Био је власник тима до 1979, након чега је продао Лејкерсе, НХЛ тим Лос Анђелес кингсе, Форум и одређене некретнине Џерију Бусу за 67 милиона долара. Кук је био приморан да прода тим јер је пролазио кроз тежак развод који га је доста коштао. Бус је био локални инжењер хемије и бивши професор на универзитету Јужна Калифорнија, који се обогатио на некретнинама. Филип Аншуц је купио дио тима 1988, а до октобра 2010, и Меџик Џонсон је био мањински власник. Бус је започео тренд да се дворана преименује у назив компанија, па је Форум промијенио име у Велики западни Форум, по банци, 1988. Године 2009, главни спонзори били су компаније Verizon Wireless, Toyota, Anheuser-Busch, American Express и Carl's Jr., а просјечна цијена улазнице била је 113 долара, што је било највише у лиги. Године 2013, Бус је умро у 80 години, након што је неколико мјесеци био у болници због рака. Његово контролно власништво је прешло на његово шесторо дјеце, а свако дијете добило је једнак дио. Његова ћерка — Џени Бус, преузела је функцију предсједника, као и улогу представника тима на састанцима директора НБА.
Због близине Холивуду, бројне славне личности су навијачи Лејкерса и редовно долазе на утакмице у Стејплс центру. Џек Николсон има сезонске улазнице од 1970-их, а објављено је да режисери морају своје сесије снимања да прилагођавају утакмицама Лејкерса кући. У периоду од 2002. до 2007, просјечна гледаност била је око 18,900 и били су међу првих десет у лиги по гледаности. Група Red Hot Chili Peppers, снимила је пјесму „Magic Jonston”, као пјесму за албум из 1989 — Mother's Milk, у част Меџику Џонсону, а фронтмен групе — Мајкл Фли Балзари и басиста — Ентони Кледис, често долазе на утакмице у Лос Анђелесу. Године 2008, дворана је била распродата за сваку домаћу утакмицу Лејкерса, а 2010, дресови тима свеукупно били су најпродаванији од свих тимова у НБА, док је дрес Брајанта био најпродаванији дрес у САД и Кини.

## Име, лого и дресови
Име Лејкерси, узели су због тога што је Минесота била позната као Земља 10,000 језера. Тимске боје су златна, љубичаста и бијела. На логоу се налази име клуба, написано љубичастом бојом, на врху златне кошаркашке лопте.
Додатно, имају своје специјалне дресове, у част најбољих играча. У сезони 2017/18, дресовима су одавали почаст Брајанту, 2018/19. Меџику Џонсону, у сезони 2019/20. О’Нилу, а у сезони 2020/21, Бејлору.

## Рекорди тима и рекорди у лиги
Брајант држи рекорд лиге по броју одиграних утакмица (1,333), као и по броју одиграних минута (48,298). Џонсон држи рекорд са највише асистенција у каријери (10,141), највише асистенција на једној утакмици (24), као и највећим просјеком асистенција у сезони по утакмици (13.1). Џонсон такође држи рекорд по броју остварених трипл даблова у каријери, са 138, преко 100 више од Брајанта. Елмор Смит држи рекорд тима по броју блокада на утакмици, са 17, као и рекорд са највећим просјеком блокада по утакмици у току сезоне (4.85) и са највећим просјеком блокада по утакмици у каријери. Бејлор је рекордер по просјеку постигнутих поена на утакмици у каријери, са 27,4, док Брајант држи рекорд по броју постигнутих поена на једној утакмици, са 81. Бејлор, Вест и Брајант држе првих пет мјеста по просјеку постигнутих поена у сезони; Брајант је на првом (35,4) и четвртом мјесту (31.6), Бејлор је на другом (34,8) и трећем мјесту (34.0), док је Вест на петом мјесту (31,3).
Лејкерси држе рекорд са највише узастопних побједа у лиги (33) као и највише узастопних побједа у гостима (16), а оба рекорда су остварили у сезони 1971/72. Такође, рекордери су по проценту успјешног шута из игре, са 54.5%, у сезони 1984/85, као и са највећим процентом побједа у гостима 0,816 (1971–72). Такође, држе рекорд са највише побједа у историји лиге, највећим процентом побједа (61.9%) и највише наступа у финалу (31). У сезони 2000/01, поставили су рекорд лиге по учинку у плеј офу, са 15 побједа и једним поразом, који је срушио Голден Стејт 2017, са 16 побједа и једним поразом. У сезони 1971/72, остварили су 69 побједа, што је рекорд тима, а исте сезоне, поставили су рекорде по броју постигнутих поена и побједу са највећом разликом у историји тима, 63 поена — 162:99. Такође, држали су рекорд са највише побједа кући у регионалном дијелу, прво са 36 побједа и пет пораза у сезони 1971/72, затим са 37 побједа и четири пораза у сезонама 1976/77. и 1979/80. док Бостон није поставио рекорд у сезони 1985/86, са 40 побједа и једним поразом.

## Домаће дворане
Утакмице на домаћем терену играју у Стејплс центру, који се налази у комплексу Лос Анђелес уживо, у центру Лос Анђелеса. Дворана је отворена 1999, а капацитет јој је 18,997 мјеста за утакмице Лејкерса. Власници и оператори су компаније AEG и L.A. Arena Company, а дворана је такође дом Лос Анђелес клиперса, женског тима — Лос Анђелес спаркса, као и НХЛ тима — Лос Анђелес кингса. Прије селидбе у Стејплс центар, играли су у дворани Форум, у Инглвуду, који је био око десет миља југозападно од нове дворане. Током предсезоне 1999, утакмице кући играли су у Форуму прије него што су званично прешли у Стејплс центар. Године 2009, поново су били домаћини у Форуму на предсезонској утакмици против Голден Стејта, у знак обиљежавања 50 година играња у Лос Анђелесу.
Током првих седам година након селидбе тима из Минесоте у Лос Анђелес, играли су утакмице у Меморијалној спортској арени, јужно од центра града. Док су наступали у Минеаполису, од 1947. до 1960, играли су у Аудиторијуму Минеаполис.

## Резултати по сезонама
Резултати Лејкерса у последњих пет сезона.
Освојили су титулу 17 пута и играли су у финалу лиге против укупно 16 тимова. Најбољи резултат у регуларном дијелу остварили су 1972, са 69 побједа и 13 пораза, док су најгори резултат остварили 2016, са 17 побједа и 65 пораза.
Напомене: И = Играно утакмица, ПОБ. = побједе, ПОР. = порази, % = Проценат побједа;
| Сезона   | И  | ПОБ. | ПОР. | %    | Позиција              | Плеј оф                                                           |
| 2019/20. | 71 | 52   | 19   | .732 | 1, Пацифичка дивизија | Шампиони НБА, 4:2 (Мајами хит)                                    |
| 2020/21. | 72 | 42   | 30   | .583 | 3, Пацифичка дивизија | Изгубили у првој рунди западне конференције, 2:4 (Финикс санси)   |
| 2021/22. | 82 | 33   | 49   | .402 | 4, Пацифичка дивизија | Нису се квалификовали                                             |
| 2022/23. | 82 | 43   | 39   | .524 | 5, Пацифичка дивизија | Изгубили у финалу западне конференције, 0:4 (Денвер нагетси)      |
| 2023/24. | 82 | 47   | 35   | .573 | 3, Пацифичка дивизија | Изгубили у првој рунди западне конференције, 1:4 (Денвер нагетси) |

## Играчи

### Права на драфту
Имају права на драфту на играче који играју ван НБА. Драфтовани играчи, странци или играчи са универзитета који нису потписали за тим који их је изабрао на драфту, могу да потпишу уговор са било којим тимом ван НБА. У том случају, тим задржава права играча на драфту у НБА, до годину дана након што уговор играча са тимом ван НБА истекне. Списак права на драфту након трејда са другим тимовима:
| Драфт | Рунда | Пик | Играч          | Поз. | Држава     | Тим                        | Напомена | Реф.    |
| ----- | ----- | --- | -------------- | ---- | ---------- | -------------------------- | -------- | ------- |
| 2009. | 2     | 59  | Елону Чинемалу | F/C  | Нигерија   | слободан агент             |          | [ 444 ] |
| 2007. | 2     | 54  | Бред Њули      | G/F  | Аустралија | Сиднеј кингси (Аустралија) |          | [ 445 ] |

### Пикови на драфту
Лејкерси су три пута у историји тима имали право на првог пика и изабрали су Елгина Бејлора 1958, Меџика Џонсона 1979. и Џејмса Вордија 1982. Имали су и шест пикова лутрије: Еди Џоунс као десети пик 1994, Ендру Бајнум као десети пик 2005, Џулијус Рандле као седми пик 2014, Д'Анђело Расел као други пик 2015, Брендон Инграм као други пик 2016. и Лонцо Бал као други пик 2017. Као друге пикове на драфту, изабрали су Џерија Веста и Гајла Гудрича 1960-их, Мајкла Купера и Норма Никсона 1970-их, Грина и Влада Дивца 1980-их, Елдена Кемпбела, Ника ван Ексела, Дерека Фишера и Девона Џорџа 1990-их, као и Луку Валтона, Сашу Вујачића и Ронија Туријафа 2000-их.

## Тренери
Промијенили су преко 20 тренера у историји тима. Џон Кундла је био тренер док се тим звао Минеаполис и освојио је пет титула у пет одиграних финала, од 1949. до 1954. Пет Рајли је био наредни тренер који је остварио велике успјехе са тимом, предводио их је до четири титуле и поставио је рекорд по броју побједа у регуларном дијелу и у плеј офу. Фил Џексон је водио тим до пет титула у два периода, а срушио је Рајлијев рекорд по броју побједа у регуларном дијелу 2009. и по броју побједа у плеј офу 2010. Џексон, Рајли, Кундла и Бил Шерман су уврштени у кућу славних због тренерских успјеха. Џорџ Мајкан, Џим Полард, Џери Вест, Пит Рајли, Меџик Џонсон, Курт Рамбис, Бајрон Скот и Лук Валтон су били и играчи и тренери Лејкерса.
Након повлачења Џексона са мјеста тренера у мају 2011, Мајк Браун га је наслиједио у сезони 2011/12. На дан 9. новембра 2012, након старта сезоне од 1–4, Браун је отпуштен. На његово мјесто дошао је Берни Бикерстаф, који је био помоћник Брауну и водио је тим као привремени тренер на пет утакмица, након чега је за главног тренера постављен Мајк Д'Антони, који је предводио тим до краја сезоне 2013/14, а у јулу 2014, Бајрон Скот је постављен за новог тренера. На крају сезоне 2015/16, Скот је отпуштен, а 29. априла 2016, Лук Валтон је постављен за новог тренера. Валтон је отпуштен на крају сезоне 2018/19, а Френк Вогел је постављен за новог тренера 13. маја 2019.

### Списак тренера
| Минеаполис лејкерси  |                      |           |                                                                         |                                                                                |
| 1                    | Џон Кундла           | 1948–1958 | 1 титула НБЛ лиге (1948) и 5 НБА титула (1949, 1950, 1952, 1953, 1954)  | Један од 10 најбољих тренера у историји НБА лиге                               |
| 2                    | Џорџ Мајкан          | 1958      |                                                                         |                                                                                |
| —                    | Џон Кундла           | 1958–1959 | 1 НБА финале (1959)                                                     | Један од 10 најбољих тренера у историји НБА лиге                               |
| 3                    | Џон Кастелани        | 1959–1960 |                                                                         |                                                                                |
| 4                    | Џим Полард           | 1960      |                                                                         |                                                                                |
| Лос Анђелес лејкерси |                      |           |                                                                         |                                                                                |
| 5                    | Фред Шаус            | 1960–1967 | 4 НБА финала (1962, 1963, 1965, 1966)                                   |                                                                                |
| 6                    | Бреда Колф           | 1967–1969 | 2 НБА финала (1968, 1969)                                               |                                                                                |
| 7                    | Џо Маланеј           | 1969–1971 | 1 НБА финале (1970)                                                     |                                                                                |
| 8                    | Бил Шарман           | 1971–1976 | 1 НБА титула (1972) и 1 НБА финале (1973)                               | Тренер године НБА (1971/72)                                                    |
| 9                    | Џери Вест            | 1976–1979 |                                                                         |                                                                                |
| 10                   | Џек Мекини           | 1979      |                                                                         |                                                                                |
| 11                   | Пол Вестхед          | 1979–1981 | 1 НБА титула (1980)                                                     |                                                                                |
| 12                   | Пет Рајли            | 1981–1990 | 4 НБА титуле (1982, 1985, 1987, 1988) и 3 НБА финала (1983, 1984, 1989) | Тренер године НБА (1989/90) и један од 10 најбољих тренера у историји НБА лиге |
| 13                   | Мајк Дунливи старији | 1990–1992 | 1 НБА финале (1991)                                                     |                                                                                |
| 14                   | Ренди Фунд           | 1992–1994 |                                                                         |                                                                                |
| 15                   | Бил Бертка           | 1994      |                                                                         |                                                                                |
| 16                   | Меџик Џонсон         | 1994      |                                                                         |                                                                                |
| 17                   | Дел Харис            | 1994–1998 |                                                                         | Тренер године НБА (1994/95)                                                    |
| —                    | Бил Бертка           | 1999      |                                                                         |                                                                                |
| 18                   | Курт Рамбис          | 1999      |                                                                         |                                                                                |
| 19                   | Фил Џексон           | 1999–2004 | 3 НБА титуле (2000, 2001, 2002) и 1 НБА финале (2004)                   | Један од 10 најбољих тренера у историји НБА лиге                               |
| 20                   | Руди Томјанович      | 2004–2005 |                                                                         |                                                                                |
| 21                   | Френк Хемблен        | 2005      |                                                                         |                                                                                |
| —                    | Фил Џексон           | 2005–2011 | 2 НБА титуле (2009, 2010) и 1 НБА финале (2008)                         | Један од 10 најбољих тренера у историји НБА лиге                               |
| 22                   | Мајк Браун           | 2011–2012 |                                                                         |                                                                                |
| 23                   | Берни Бикерстаф      | 2012      |                                                                         |                                                                                |
| 24                   | Мајк Д'Антони        | 2012–2014 |                                                                         |                                                                                |
| 25                   | Бајрон Скот          | 2014–2016 |                                                                         |                                                                                |
| 26                   | Лук Волтон           | 2016–2019 |                                                                         |                                                                                |
| 27                   | Френк Вогел          | 2019–2022 | 1 НБА титула (2020)                                                     |                                                                                |
| 28                   | Дарвин Хем           | 2022–2024 | 1 НБА куп (2023)                                                        |                                                                                |
| 29                   | Џеј-Џеј Редик        | 2024–     |                                                                         |                                                                                |

## Кућа славних и повучени бројеви
Укупно је 41 члан Лејкерса примљен у кућу славних : 31 играч, пет главних тренера, један помоћни тренер и четири члана која су дала свој допринос тиму и кошарци.
| Чланови куће славних из Лејкерса | Чланови куће славних из Лејкерса | Чланови куће славних из Лејкерса | Чланови куће славних из Лејкерса | Чланови куће славних из Лејкерса | Чланови куће славних из Лејкерса | Чланови куће славних из Лејкерса | Чланови куће славних из Лејкерса | Чланови куће славних из Лејкерса        | Чланови куће славних из Лејкерса |
| Играчи                           | Играчи                           | Играчи                           | Играчи                           | Играчи                           | Играчи                           | Играчи                           | Играчи                           | Играчи                                  | Играчи                           |
| Број                             | Име                              | Позиција                         | Период у тиму                    | Уврштен у кућу славних           | Број                             | Име                              | Позиција                         | Период у тиму                           | Уврштен у кућу славних           |
| -------------------------------- | -------------------------------- | -------------------------------- | -------------------------------- | -------------------------------- | -------------------------------- | -------------------------------- | -------------------------------- | --------------------------------------- | -------------------------------- |
| 99                               | Џорџ Мајкан 1                    | Ц                                | 1948–1954 1955–1956              | 1959                             | 22                               | Елџин Бејлор                     | К                                | 1958–1971                               | 1977                             |
| 17                               | Џим Полард 2                     | К                                | 1948–1955                        | 1978                             | 13                               | Вилт Чејмберлен                  | Ц                                | 1968–1973                               | 1979                             |
| 44                               | Џери Вест 3 5                    | Б                                | 1960–1974                        | 1980                             | 22                               | Слејтер Мартин                   | Б                                | 1949–1956                               | 1982                             |
| 34                               | Клајд Ловлет                     | К/Ц                              | 1953–1957                        | 1988                             | 42                               | Кони Хоукинс                     | К/Ц                              | 1973–1975                               | 1992                             |
| 19                               | Верн Микелсен                    | К                                | 1949–1959                        | 1995                             | 33                               | Карим Абдул Џабар                | Ц                                | 1975–1989                               | 1995                             |
| 25                               | Гајл Гудрич                      | Б                                | 1965–1968 1970–1976              | 1996                             | 11                               | Боб Мекаду                       | К/Ц                              | 1981–1985                               | 2000                             |
| 32                               | Меџик Џонсон 4 6                 | Б                                | 1979–1991 1996                   | 2002                             | 42                               | Џејмс Ворди                      | К                                | 1982–1994                               | 2003                             |
| 4                                | Адријан Дентли                   | К                                | 1977–1979                        | 2008                             | 11                               | Карл Малон 7                     | К                                | 2003–2004                               | 2010                             |
| 73                               | Денис Родман                     | К                                | 1999                             | 2011                             | 52                               | Џамал Вилкс                      | К                                | 1977–1985                               | 2012                             |
| 20                               | Гери Пејтон                      | Б                                | 2003–2004                        | 2013                             | 23                               | Мич Ричмонд                      | Б                                | 2001–2002                               | 2014                             |
| 31                               | Спенсер Хејвуд                   | К                                | 1979–1980                        | 2015                             | 31                               | Зелмо Бити                       | Ц                                | 1974–1975                               | 2016                             |
| 34                               | Шакил О’Нил                      | Ц                                | 1996–2004                        | 2016                             | 11                               | Чарли Скот                       | Б                                | 1977–1978                               | 2018                             |
| 10                               | Стив Неш                         | Б                                | 2012–2015                        | 2018                             | 12                               | Владе Дивац                      | Ц                                | 1989–1996 2004–2005                     | 2019                             |
| 8 24                             | Коби Брајант                     | Б                                | 1996–2016                        | 2020                             | 23                               | Лу Хадсон                        | К/Б                              | 1977–1979                               | 2022                             |
| 16                               | Пау Гасол                        | К/Ц                              | 2008–2014                        | 2023                             | 5                                | Дик Барнет                       | Б                                | 1962–1965                               | 2024                             |
| 21                               | Мајкл Купер                      | Б                                | 1978–1990                        | 2024                             |                                  |                                  |                                  |                                         |                                  |
| Тренери                          |                                  |                                  |                                  |                                  |                                  |                                  |                                  |                                         |                                  |
| Име                              | Име                              | Позиција                         | Период у тиму                    | Уврштен у кућу славних           | Име                              | Име                              | Позиција                         | Период у тиму                           | Уврштен у кућу славних           |
| Џон Кундла                       | Џон Кундла                       | Главни тренер                    | 1948–1957 1958–1959              | 1995                             | Бил Шерман                       | Бил Шерман                       | Главни тренер                    | 1971–1976                               | 2004                             |
| Фил Џексон                       | Фил Џексон                       | Главни тренер                    | 1999–2004 2005–2011              | 2007                             | 12                               | Пет Рајли 8                      | Помоћни тренер Главни тренер     | 1979–1981 (помоћник) 1981–1990 (главни) | 2008                             |
| Текс Винтер                      | Текс Винтер                      | Помоћни тренер                   | 1999–2008                        | 2011                             | Руди Томјанович                  | Руди Томјанович                  | Главни тренер                    | 2004–2005                               | 2020                             |
| Доприноси                        |                                  |                                  |                                  |                                  |                                  |                                  |                                  |                                         |                                  |
| Име                              | Име                              | Позиција                         | Период у тиму                    | Уврштен у кућу славних           | Име                              | Име                              | Позиција                         | Период у тиму                           | Уврштен у кућу славних           |
|                                  | Чик Херн                         | Емитер                           | 1961–2002                        | 2003                             | Џери Бус                         | Џери Бус                         | Власник                          | 1979–2013                               | 2010                             |
| Пет Невел 9                      | Пет Невел 9                      | Генерални менаџер                | 1972–1976                        | 1979                             | Дел Харис                        | Дел Харис                        | Главни тренер                    | 1994–1999                               | 2022                             |
| Џери Вест                        | Џери Вест                        | Генерални менаџер                | 1982–2000                        | 2024                             |                                  |                                  |                                  |                                         |                                  |

Напомене:
- 1 Такође је био тренер тима у периоду 1957–1958.
- 2 Такође је био тренер тима 1960.
- 3 Такође је био тренер тима у периоду 1976–1979.
- 4 Такође је био тренер тима 1994.
- 5 Вест је уврштен два пута у кућу славних, као играч и као члан репрезентације на Олимпијским играма 1960.
- 6 Џонсон је уврштен два пута у кућу славних, као играч и као члан репрезентације на Олимпијским играма 1992.
- 7 Малон је уврштен у кућу славних два пута, као играч и као члан репрезентације на Олимпијским играма 1992.
- 8 Такође је играо за тим у периоду 1970–1975.
- 9 Њуел је уврштен два пута у кућу славних, због доприноса тиму и као члан репрезентације на Олимпијским играма 1960.

### ФИБА кућа славних
| Чланови ФИБА куће славних | Чланови ФИБА куће славних | Чланови ФИБА куће славних | Чланови ФИБА куће славних | Чланови ФИБА куће славних |
| Играчи                    | Играчи                    | Играчи                    | Играчи                    | Играчи                    |
| Број                      | Име                       | Позиција                  | Период у тиму             |                           |
| ------------------------- | ------------------------- | ------------------------- | ------------------------- | ------------------------- |
| 12                        | Владе Дивац               | Ц                         | 1989–1996 2004–2005       | 2010                      |
| 34                        | Шакил О’Нил               | Ц                         | 1996–2004                 | 2017                      |
| 10                        | Стив Неш                  | Б                         | 2012–2015                 | 2020                      |

### Повучени бројеви
Повукли су из употребе 14 бројева у част играчима који су оставили велики траг у тиму, као и један почасни микрофон у част емитера тима.
| Повучени бројеви Лејкерса | Повучени бројеви Лејкерса | Повучени бројеви Лејкерса | Повучени бројеви Лејкерса | Повучени бројеви Лејкерса |
| Број                      | Играч                     | Позиција                  | Период у тиму             | Датум церемоније          |
| ------------------------- | ------------------------- | ------------------------- | ------------------------- | ------------------------- |
| 8 24                      | Коби Брајант              | Б                         | 1996–2006                 | 18. децембар 2017.        |
| 13                        | Вилт Чејмберлен           | Ц                         | 1968–1973                 | 9. новембар 1983.         |
| 16                        | Пау Гасол                 | К                         | 2008–2014                 | 7. март 2023.             |
| 21                        | Мајкл Купер               | Б                         | 1978–1990                 | 13. јануар 2025.          |
| 22                        | Елџин Бејлор              | К                         | 1958–1971                 | 9. новембар 1983.         |
| 25                        | Гајл Гудрич               | Б                         | 1965–1968 1970–1976       | 20. новембар 1996.        |
| 32                        | Меџик Џонсон              | Б                         | 1979–1991 1996            | 16. фебруар 1992.         |
| 33                        | Карим Абдул Џабар         | Ц                         | 1975–1989                 | 20. март 1990.            |
| 34                        | Шакил О’Нил               | Ц                         | 1996–2004                 | 2. април 2013.            |
| 42                        | Џејмс Ворди               | К                         | 1982–1994                 | 10. децембар 1995.        |
| 44                        | Џери Вест                 | Б                         | 1960–1974                 | 19. новембар 1983.        |
| 52                        | Џамал Вилкс               | К                         | 1977–1985                 | 28. децембар 2012.        |
| 99                        | Џорџ Мајкан               | Ц                         | 1948–1954 1956            | 30. октобар 2022.         |
|                           | Крис Херн                 | Емитер                    | 1961–2002                 | 2. децембар 2002.         |

Такође, неколико тренера и играча, коју су остварили велике успехе у периоду док се тим звао Минеаполис, добили су почасно мјесто, али њихови бројеви нису повучени.
| Почасни бројеви Минеаполис лејкерса | Почасни бројеви Минеаполис лејкерса | Почасни бројеви Минеаполис лејкерса | Почасни бројеви Минеаполис лејкерса | Почасни бројеви Минеаполис лејкерса |
| Број                                | Играч                               | Позиција                            | Период у тиму                       |                                     |
| ----------------------------------- | ----------------------------------- | ----------------------------------- | ----------------------------------- | ----------------------------------- |
| 17                                  | Џим Полард                          | К                                   | 1948–1955                           |                                     |
| 19                                  | Верн Микелсен                       | К                                   | 1949–1959                           |                                     |
| 22                                  | Слатер Мартин                       | Б                                   | 1949–1956                           |                                     |
| 34                                  | Клајд Ловлет                        | К/Ц                                 | 1953–1957                           |                                     |
| 99                                  | Џорџ Мајкан                         | Ц                                   | 1948–1954 1955–1956                 |                                     |
| Џон Кундла                          | Џон Кундла                          | Главни тренер                       | 1948–1957 1958–1959                 |                                     |

## Медији
Чик Херн је био емитер Лејкерса 41 годину, до његове смрти 2002. Преносио је укупно 3,338 утакмица, од 21. новембра 1965. до 16. децембра 2001. Смислио је надимак Мистер Клуч за Веста, а био је дио тима када је Кук био власник и био је савјетник за кошаркашке операције. Пол Сандерленд, који је мијењао Херна на неколико утакмица, именован је за сталног емитера и коментатора. Када му је уговор истекао, на љето 2005, тим је одлучио да га не продужи. Џоел Мејерс и Ланц су постављени за телевизијске коментаторе, док су Сперо Дедс и бивши играч Лејкерса — Мајкл Томпсон, постављени за коментаторе на радију.
У сезони 2011/12, Били Макдоналд је постављен за коментатора на телевизији, придруживши се Ланцу, коју је такође остао на позицији аналитичара. Џон Ајрленд се придружио Томспону као коментатори на радију.
На почетку сезоне 2009/10, утакмице тима на радију биле су преношене на станици KSPN, подружници радио станице ESPN Radio на енглеском језику, као и на страни KWKW на шпанском језику. Радио станица KLAC је имала права на пренос утакмица од сезоне 1976/77. до сезоне 2008/09. До 2011, преноси на телевизији дијељени су између телевизија KCAL-TV (гостујуће утакмице) и Fox Sports West (домаће утакмице заредом), након чега су потписали уговор са националном телевизијом ABC. KCAL је преносио утакмице тима од 1977, када је телевизију посједовала станица KHJ-TV, што је био најдужи однос између НБА тима и телевизије. Прије телевизије KHJ, утакмице су преношене на телевизији KTLA. Утакмице тима преносе се на телевизији Fox Sports West од 1985, откако је Бус био власник.
На дан 14. фебруара 2011, Лејкерси и кабловска телевизија Time Warner Cable, објавили су формирање нове регионалне спортске мреже, која ће преносити утакмице тима на двије телевизије, на енглеском и шпанском језику, а потписали су уговор на 20 година, почевши од сезоне 2012/13. Мрежа је основана под називом Time Warner Cable SportsNet, док је 2016. преименована у Spectrum SportsNet, када је компанија Charter Communications купила кабловску телевизију Time Warner Cable, а телевизијски канал на шпанском језику угашен је 2018.

## Најуспјешнији тренери

### Минеаполис лејкерси
- Џон Кундла — 5 НБА титула, 1 титула НБЛ лиге и 1 НБА финале.

### Лос Анђелес лејкерси
- Фред Шаус — 4 НБА финала.
- Буч ван Бреда Колф — 2 НБА финала.
- Џо Малани — 1 НБА финале.
- Бил Шерман — 1 НБА титула и 1 НБА финале.
- Пол Вестхед — 1 НБА титула.
- Пет Рајли — 4 НБА титуле и 3 НБА финала.
- Мајк Данливи — 1 НБА финале.
- Фил Џексон — 5 НБА титула и 2 НБА финала.
- Френк Вогел — 1 НБА титула.
- Дарвин Хем — 1 НБА куп.